# Zabór (wieś)
Zabór (niem. Fürsteneich, do 1936 r. Saabor) – wieś (dawniej miasto) w Polsce, położona w województwie lubuskim, w powiecie zielonogórskim, w gminie Zabór, której jest siedzibą. Miejscowość leży w Niecce Zaborskiej, w pobliżu jeziora Liwno, ok. 5 km od rzeki Odry, wśród kompleksów leśnych.
Zabór uzyskał lokację miejską w 1681 roku, zdegradowany w 1742 roku. W latach 1975–1998 miejscowość należała administracyjnie do województwa zielonogórskiego.

## Nazwa
Nazwa pochodzi od staropolskiej nazwy lasu iglastego – boru. Heinrich Adamy w swoim dziele o nazwach miejscowości na Śląsku wydanym w 1888 roku we Wrocławiu wymienia jako najstarszą zanotowaną nazwę miejscowości Zabor podając jej znaczenie "hinter dem Walde" czyli po polsku "za lasem".
Polską nazwę Zabór w książce "Krótki rys jeografii Szląska dla nauki początkowej" wydanej w Głogówku w 1847 wymienił śląski pisarz Józef Lompa.
30 listopada 1936 r. nazistowska administracja III Rzeszy w miejsce zgermanizowanej nazwy Saabor wprowadziła całkowicie niemiecką nazwę Fürsteneich. 12 listopada 1946 r. nadano miejscowości polską nazwę Zabór.

## Historia
Najstarsze znane wzmianki o miejscowości, wówczas pod nazwą Saborin, pochodzą z początku XIV wieku. Od 1553 r. właścicielem dóbr zaborskich była rodzina Tschammerów (von Tschammer und Osten herbu Rogala) z rycerskiego rodu Czamborów. Zabór otrzymał prawa miejskie w 1556 r. lecz nie rozwinął się i pozostał wsią.
Z miejscowości Zabór Krzysztof Jan Żegocki kierował podległymi mu partyzantami w pierwszym okresie walk przeciw Szwedom w okresie potopu szwedzkiego.

## Zabytki

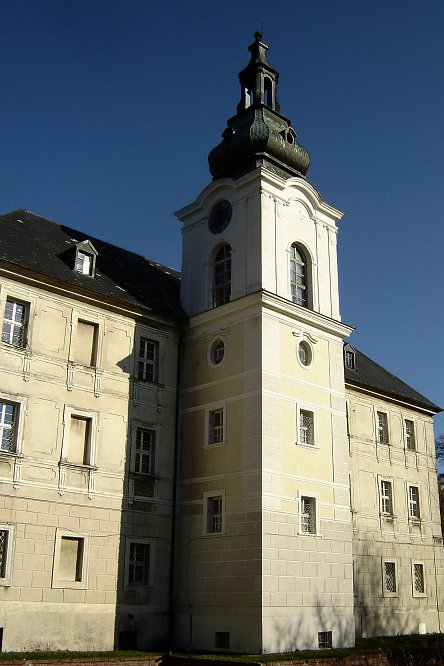
Wieża zamku

Do rejestru zabytków Narodowego Instytutu Dziedzictwa wpisane są:
- zespół zamkowy – pałacowo-ogrodowy:
  - barokowy zamek w Zaborze z 1677 roku, przebudowany w latach 1745 i 1957. Od XVIII w. własność hrabiów Cosel, potem książąt na Siedlisku, rodu Schönaich-Carolath. Ostatnią właścicielką pałacu przed II wojną światową była druga żona ostatniego cesarza Niemiec, Wilhelma II Hohenzollerna, Hermina, mieszkająca w pałacu do 1922 r. i po śmierci cesarza do kwietnia 1945 roku. Od 1956 r. w pałacu mieściło się prewentorium przeciwgruźlicze dla dzieci, od 1976 – Sanatorium Dziecięce, a od 1998 – Centrum Leczenia Dzieci i Młodzieży.
  - folwark:
    - trzy oficyny,
    - oficyna (obecnie szkoła),
    - stajnia (obecnie hotel),
    - kostnica,
    - szklarnia,
    - dwa budynki gospodarcze,

  - park[10].

Inne zabytki:
- częściowo klasycystyczna zabudowa miejscowości z początku XIX wieku,
- neogotycki kościół pw. św. Józefa z 1908 roku,
- budynek dawnego kościoła ewangelickiego z lat 30. XX wieku[11].